# Crenicichla tapii
Crenicichla tapii es una especie de pez cíclido de agua dulce que integra el género Crenicichla. Habita en el centro-este de América del Sur.

## Taxonomía
Crenicichla tapii fue descrita para la ciencia en el año 2015, por los ictiólogos Lubomír Piálek, Klára Dragová, Jorge Casciotta, Adriana Almirón y Oldřich Říčan.
Holotipo
El ejemplar holotipo designado es el catalogado como: MLP 10560, DNA283. Es una hembra adulta, la cual midió 105,4 mm de longitud. Fue colectada en febrero de 2012 por Casciotta y otros.
Localidad tipo
La localidad tipo referida es: “desembocadura del arroyo Ñandú (parque nacional Iguazú), cuenca baja del río Iguazú (aguas arriba de las cataratas homónimas), en las coordenadas: 25°42′11.7″S 54°25′31.2″O / -25.703250, -54.425333, provincia de Misiones, Argentina”.
Etimología
Etimológicamente el epíteto específico tapii es un término del idioma guaraní el cual es empleado para identificar al tapir que habita en esa región (Tapirus terrestris terrestris) haciendo así hincapié en la forma subterminal de la boca de este pez y a su cabeza cóncava, características asociadas a un modo trófico del tipo pastoreo semi-herbívoro; anatómicamente son rasgos similares a los de ese mamífero pero representan una conformación muy atípica para el género Crenicichla, el cual incluye mayoritariamente especies depredadoras.

## Características
C. tapii es una especie gregaria, de boca pequeña, con hábito trófico especializado del tipo recolector entre vegetación.

## Distribución geográfica y hábitat

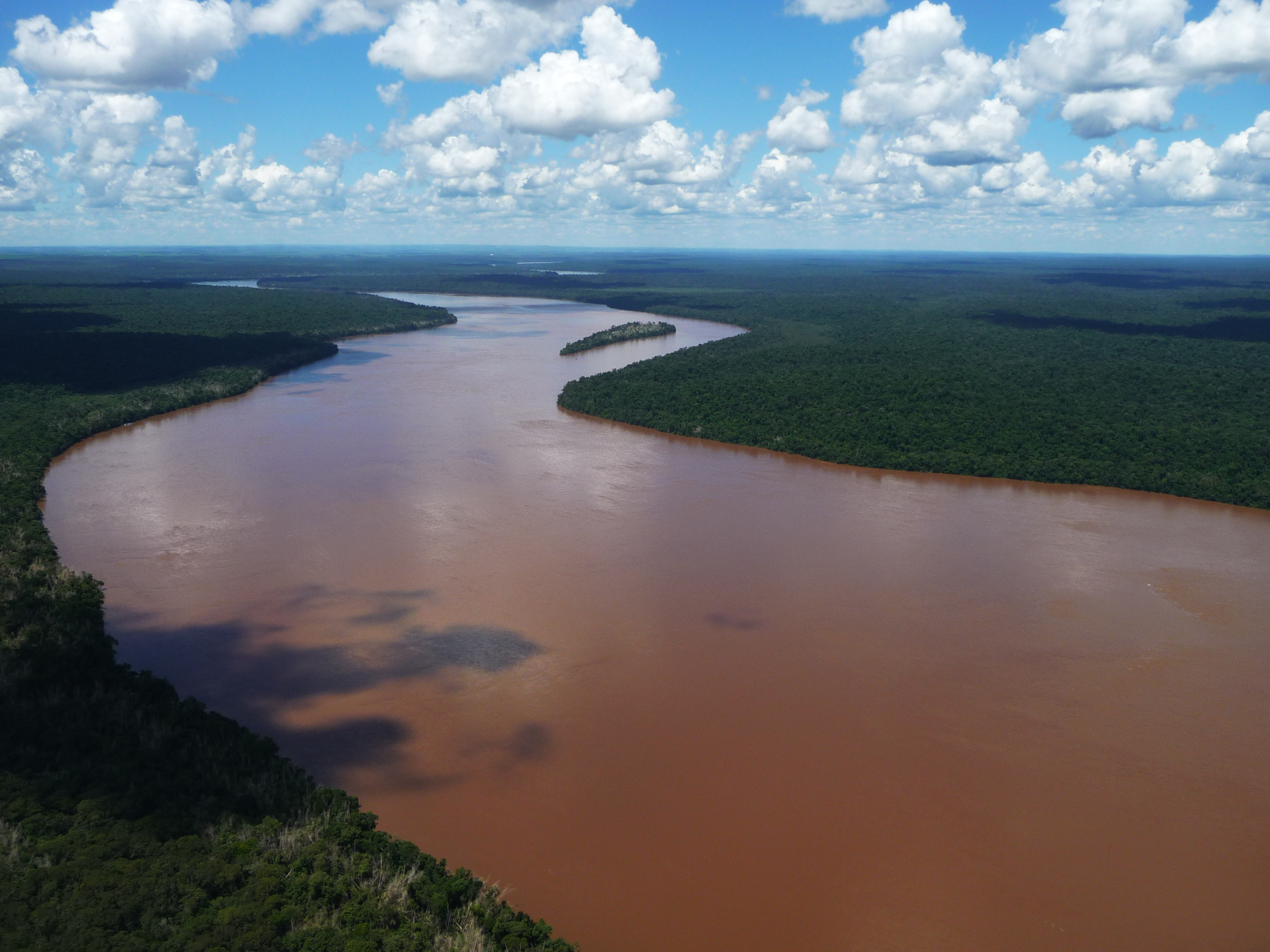
El hábitat de esta especie: el río alto Iguazú, algunos kilómetros antes de caer en las cataratas del Iguazú, en el límite entre la provincia argentina de Misiones (parque nacional Iguazú) y el estado brasileño de Paraná (parque nacional do Iguaçu).

Esta especie se distribuye en el extremo noreste de la Argentina, específicamente en los departamentos de Iguazú y General Belgrano del norte de la provincia de Misiones. También habita aguas arriba, ya en territorio correspondiente al sector sudoeste del estado de Paraná, en el sudeste de Brasil.
C. tapii es un endemismo de la cuenca baja del río Iguazú superior (aguas arriba de las cataratas del Iguazú), curso fluvial el cual es un afluente del río Paraná, principal colector de la cuenca del Plata. Vive fundamentalmente en el canal principal del río, así como también en tramos inferiores de sus grandes afluentes (como el río Deseado) pero está ausente de los pequeños afluentes del Iguazú, especialmente de aquellos que no poseen fondos rocosos.
Las observaciones de campo, los contenidos estomacales examinados y la morfología de la cabeza permiten concluir que es una especie altamente especializada en vivir en asociación directa con fondos planos y expuestos de piedra, con corrientes rápidas y aguas claras, condiciones que permiten el crecimiento del perifiton sobre el sustrato rocoso, del cual pastoreando se alimenta. El perifiton es un complejo conjunto de organismos integrado por bacterias, hongos, algas y protozoos embebidos en una matriz polisacárida.
Adscripción ecorregional
Este pez es exclusivo de la ecorregión de agua dulce Iguazú, la cual posee una notable singularidad íctica, con alrededor del 70 % de endemismos entre el total de los componentes que integran la cuenca (unas 107 especies de peces).
Especies simpátricas
En el tramo inferior del río Iguazú superior Crenicichla tapii es simpátrica con otras especies del género Crenicichla, las que son C. lepidota y las endémicas: C. iguassuensis, C. tesay y C. tuca. Todas ellas representan distintos ecomorfos y difieren notablemente en la morfología de la cabeza, de los dientes y en la forma en que explotan los nichos ecológicos.